# Ралф Хабер
Ралф Хабер ( ; Алтенбург, Источна Немачка, 18. август 1962 био је источнонемачки атлетичар специјалиста за бацање кладива, бронзани на Светском првенству 1987. у Риму и Светском купу 1989. у Барселони , учесник Летњих олимпијских игара 1988. у Сеулу, четвороструки првак Источне Немачке.
Његов лични рекорд од 83,45 метра из 1988, и данас (јун 2016) је национални рекорд Немачке.

## Значајнији резултати
| Год.                        | Такмичење                         | Место                       | Пласман                     | Резултат                    | Детаљи                      |
| Представљао Источну Немачку | Представљао Источну Немачку       | Представљао Источну Немачку | Представљао Источну Немачку | Представљао Источну Немачку | Представљао Источну Немачку |
| --------------------------- | --------------------------------- | --------------------------- | --------------------------- | --------------------------- | --------------------------- |
| 1981.                       | Европско јуниорско првенство У-20 | Утрехт, Холандија           | 4.                          | 68,08 м                     |                             |
| 1983.                       | Светско првенство                 | Хелсинки, Финска            | —                           | БП                          |                             |
| 1986.                       | Игре добре воље                   | Москва, СССР                | 4.                          | 78,50 м                     |                             |
| 1986.                       | Европско првенство                | Штутгарт, Западна Немачка   | 6.                          | 78,74 м                     |                             |
| 1987.                       | Светско првенство                 | Рим, Италија                |                             | 80,76 м                     |                             |
| 1988.                       | Олимпијске игре                   | Сеул, Јужна Кореја          | 4.                          | 80,44 м                     |                             |
| 1989.                       | Континентални куп                 | Барселона, Шпанија          |                             | 76,8 м                      |                             |

## Лични рекорд
- 83,40, 16. мај 1988. Атина